# Pieza agnastis
Pieza agnastis is een vliegensoort uit de familie van de Mythicomyiidae. De wetenschappelijke naam van de soort werd voor het eerst geldig gepubliceerd in 1976 door Hall, oorspronkelijk geplaatst in het geslacht Mythicomyia.